# کشش (فیزیک)

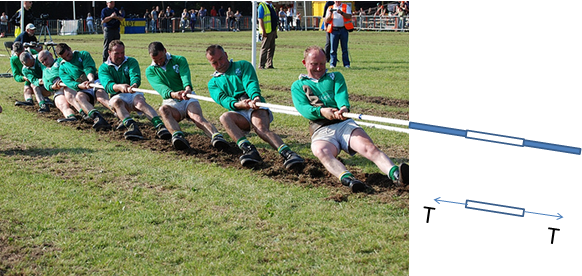

کشش یا تنش (به انگلیسی: Tension) در علم فیزیک به اندازهٔ نیروی کششی اعمال شده به وسیله یک طناب، کابل، زنجیر و موارد مشابه آن‌ها به یک جسم دیگر گفته می‌شود. کشش متضاد فشار است. از آنجایی که کشش، اندازهٔ نیرو است، واحد اندازه‌گیری آن نیوتن (و در بعضی مواقع پوند-نیرو و غیره کیلوگرم-نیرو) بوده و همیشه موازی جهتی محاسبه می‌شود که طناب، اعمال نیرو می‌کند. در سامانه‌هایی که در آن‌ها جسمی به وسیلهٔ طناب نگه داشته شده‌است، دو حالت وجود دارد: شتاب صفر بوده و تعادل برقرار است یا شتاب صفر نیست و یک نیروی اصلی و عمده وجود دارد. در این‌جا، جرم طناب ناچیز فرض می‌شود.

## سامانهٔ در حال تعادل

نیروها به وسیله طناب، یک توپ را نگه داشته‌اند. کشش، همان نیروی طنابی است که به توپ بسته شده‌است. نیروهای متوازن نیز به مقطع طناب اعمال می‌شود.

هنگامی که مجموع تمام نیروهای اعمال شده در یک سامانه، صفر باشد، تعادل برقرار است.
{\displaystyle \sum _{}{\vec {F}}=0}
برای نمونه، سامانه‌ای فرض می‌شود که شامل جسمی است که به وسیله طنابی با نیروی کششی T به صورت عمودی آویزان شده‌است. این سامانه دارای سرعت ثابت بوده و در حال تعادل است؛ زیرا نیروی کششی طناب (که جسم مورد نظر را به سمت بالا می‌کشد) برابر است با نیروی گرانش mg که جسم را به سمت پایین می‌کشد.
{\displaystyle \sum _{}{\vec {F}}={\vec {T}}+m{\vec {g}}=0}

## سامانه تحت نیروی عمده
سامانه، زمانی تحت یک نیروی عمده‌است که یک نیروی نامتوازن به آن اعمال شود؛ به عبارت دیگر، در این حالت مجموع همهٔ نیروهای اعمال شده، برابر صفر نیست. در واقع، همیشه شتاب و نیروی عمده، در کنار هم هستند.
{\displaystyle \sum _{}{\vec {F}}\neq 0}
برای مثال در سامانه ذکرشده در بالا، فرض کنیم جسم آویزان شده دارای سرعت افزایش یابندهٔ (شتاب مثبت) رو به پایین است؛ پس با این حساب، در جایی از این سامانه، یک نیروی عمده اعمال می‌شود. در این مورد شتاب منفی حاکی از این است که {\displaystyle |mg|>|T|}.
{\displaystyle \sum {\vec {F}}=T-mg\neq 0}
در یک مثال دیگر فرض می‌کنیم دو جسم الف و ب که به ترتیب دارای جرم {\displaystyle m_{1}} و {\displaystyle m_{2}} هستند، به وسیله طنابی غیرکشسان و یک قرقرهٔ بدون اصطکاک به یکدیگر وصل شده‌اند. به جسم الف دو نیرو اعمال می‌گردد: نیروی وزن ({\displaystyle w_{1}=m_{1}g}) که به سمت پایین وارد می‌شود و نیروی کشش {\displaystyle T}  که به وسیلهٔ طناب و به سمت بالا اعمال می‌گردد. اگر جسم الف دارای جرمی بیشتر از جسم ب باشد ({\displaystyle m_{1}>m_{2}})، پس نیروی عمدهٔ {\displaystyle F_{1}} که به جسم الف وارد می‌شود، برابر است با {\displaystyle w_{1}-T}. بنابراین {\displaystyle m_{1}a=m_{1}g-T}.

## طناب‌ها در فیزیک نوین
اجسام طناب‌مانند، در نظریه‌های نسبیتی، ازقبیل طناب‌هایی که در برخی از نمونه‌های فعل و انفعالات بین کوارک‌ها یا در نظریه ریسمان استفاده می‌شوند نیز شامل کشش هستند. طناب‌ها در اصطلاح جهان‌شان تجزیه‌وتحلیل می‌شوند. نیرو معمولاً با طول طناب متناسب است. در نتیجه، کشش در بیشتر طناب‌ها مستقل از مقدار ارتجاع است.
قانون هوک در مورد طناب‌های کشسان صدق می‌کند.